# 2015年スーサ攻撃
『2015年スース攻撃』（2015ねんスースこうげき）は2015年6月26日にチュニジア中部のリゾート地として知られるスースにあるホテルやビーチにて銃撃があった事件。このテロで28人が死亡、36人が負傷、この中にはイギリスやドイツの観光客が多く含まれている。
2人の実行犯のうち、1人が射殺された。チュニジアの治安当局は今回の銃撃について、テロとの見方を示している。